# Арзамасов, Сергей Александрович
Сергей Александрович Арзамасов (род. 9 апреля 1971 года) — казахстанский легкоатлет, специализировавшийся в тройном прыжке.

## Карьера
На юниорском чемпионате мира 1990 года, прыгнув на 16,15 м, занял пятое место.
На чемпионате Азии 1993 года в Маниле завоевал серебро с результатом 16,78 м. В следующем году стал третьем на Азиаде в Хиросиме. На чемпионате мира 1995 года в Гётеборге при результате 16,98 м оказался лишь 12-м.
На Олимпиаде-1996 с результатом 15,91 был 36-м.
В 1997 году стал победителем чемпионате Азии 1997 года в помещении в Пусане (16,89 м). А в следующем году победил на Азиаде в Бангкоке (17,00 м).
На Олимпиаде 2000 года с результатом 16,70 м был 15-м.
Последним большим стартом Сергея был чемпионате Азии 2001 года в помещении в Осаке. С результатом 16,13 м Сергей стал третьим.
После окончания спортивной карьеры работает тренером. Старший тренер юниорской сборной Казахстана.